# Peter van Courtenay
Peter van Courtenay (1218 - Al-Mansourah, Egypte 8 februari 1250).
De oudste zoon van Robert I van Courtenay (1168-1239) en Mahaut van Méhun-sur-Yèvre (d. 1240).
In 1249 trouwde hij met Pérenelle van Joigny, vrouwe van Châteaurenard en d'Amilly (d. 1282). 
Met haar kreeg hij één dochter Amicie van Courtenay (1250 - Rome 1275). Zij trouwde met Robert II van Artesië.
Na zijn huwelijk ging hij met de Franse koning Lodewijk IX op kruistocht naar Egypte. Hij stierf tijdens de Slag om Al-Mansourah.